# Condor Electronics
'Condor Electronics', o simplemente 'Condor', es una empresa argelina especializada en electrónica, electrodómesticos y multimedia. Es una parte del grupo Benhamadi (Benhamadi Antar Trade). Se ubica en la zona industrial en la ciudad de Bordj Bou Arréridj.
Fue fundada en 2002. Además de la comercialización de sus diferentes productos en el territorio argelino, es el líder con el 35% del mercado del electrodómestico y el 55% de los movíles (10.03% en octubre de 2020). Apunta que la tasa de exportación será de 80% de su producción en 35 países ( Francia, Jordania, Mauritania, Benín, Senegal y Túnez). Orientada principalmente a los consumidores, la empresa también se ha abierto a la realización de soluciones BtoB.
Condor participa regularmente en ferias de tecnología de la información y electrónica, como CeBIT10, IFA11 y MWC11.

## Historia
Condor Electronics, subsidaria del grupo Benhamadi, fue fundada en 2002 con especialización en electrónica y electrodómesticos.
En 2012, consiguió el 35% por parte del mercado argelino de informática y electrodómestico.
En 2013, Condor anunció que la exportación de sus productos a Túnez y Jordania le reportó aproximadamente cinco miliones de euros, aumentando también su volumen de negocios en un 25%. En junio de 2013, lanzó su primer smartphone, el Condor C-1. Después, en septiembre del mismo año, el modelo C-4.
En abril de 2014, lanzó el modelo C-6, un modelo dicho de « alta gama ». Este año fue caracterizada por el lanzamiento del modelo C-8 o del C-4+. En 2014, aumentado su presupuesto, alcanzó 100 millones de dólares, y aumentado también la tasa de beneficio entre el 20 % y el 40 % en este período.
En 2015, el volumen de negocios de la empresa alcanzó los 93.000 millones de dinares. Condor anunció que 30.000 unidades de su nuevo smartphone de la época, el Griffe W1, habían sido comercializadas en France 3.
En enero de 2017, Condor se convirtió el primer constructor en África y en la región MENA en desarrollar la tecnología 8k. En abril de 2017, inauguró su primer showroom en Túnez.
En febrero de 2018, durante el MWC 2018, el director del mercado africano de Condor Electronics indicó que la empresa estaba ampliando su presencia en Europa, a través del mercado francés. El principal producto para entrar en el mercado europeo fue el smartphone Allure M319.
En agosto de 2019, su CEO, Abderrahmane Benhamadi, fue puesto en prisión preventiva tras una investigación de casos de corrupción. Fue puesto en libertad provisional el 22 de abril de 2021.

## Logotipos de la marca

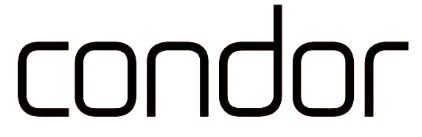
Logotipo de Condor Electronics desde su creación en 2015.

## Eslóganes
Desde su creación, Condor ha utilizado tres eslóganes:
Antes 2015 : «Argelino de origen»
Desde 2015 : « ¡Tomen el vuelo libre! »
Desde 2017 : « «La vida confort, la vida Condor! (en Senegal únicamente)»